# راجر بارتون
راجر بارتون (انگلیسی: Roger Barton (film editor)؛ زادهٔ ۱ ژوئیهٔ ۱۹۶۵) یک تدوین‌گر اهل ایالات متحده آمریکا است. 